# Aage Baaring Hansen
Aage Baaring Hansen (født 23. juli 1896 i Høng, død 3. november 1962 i Glostrup) var en dansk murer og kommunalpolitiker, der var borgmester i Gladsaxe Kommune fra 1950 til 1958, valgt for Socialdemokratiet.
Baaring Hansen var søn af en murer og tog selv samme uddannelse.
Hans politiske løbebane begyndte i 1928, da han blev formand for Bagsværd Socialdemokratiske Vælgerforening. Den post bestred han frem til 1940. I 1933 blev han medlem af Gladsaxe Sogneråd, var sognefoged 1943-1951 og formand for sognerådet fra 1950. Som den første fik han i 1952 titel af borgmester. Frem til 1958 stod han i spidsen for en kommune, hvor der som følge af en enorm befolkningsvækst blev opført mange boliger, skoler og idrætsanlæg.
Fra 1932 til sin død var Aage Baaring Hansen desuden formand for Gladsaxe Sogns Sygekasse.
Han er begravet på Gladsaxe Kirkegård. 